# Francis Jacques

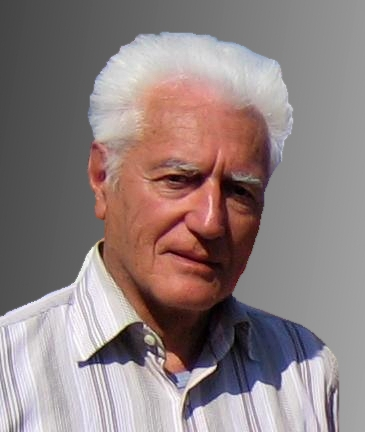
Francis Jacques (2006)

Francis Jacques (* 12. März 1934 in Straßburg) ist ein französischer Philosoph.
Francis Jacques promovierte 1975 im Fach Philosophie und im Jahr 2000 im Fach Theologie. Von 1976 bis 1986 unterrichtete er an der Universität Rennes I und im Anschluss bis ins Jahr 2000 als Gastprofessor  am Institut Catholique de Paris und bis 2001 als Professor für Sprachphilosophie und Kommunikation an der Universität Paris III (Sorbonne Nouvelle) in Paris. Von 2002 bis 2003 saß er auf dem Lehrstuhl „Étienne Gilson“.
Er ist Autor zahlreicher Bücher und hat in seinen Forschungsarbeiten gezeigt, dass sich Subjektivität nicht aus dem Selbstbewusstsein ableitet, sondern aus der zwischenmenschlichen Kommunikation. Seine Forschungsergebnisse leiten sich vor allem aus der Anthropologie, der analytischen Philosophie und der pragmatischen Sprache ab. Er ist beeinflusst von den Werken von Thomas von Aquin und Willard Van Orman Quine.

## Werke (Auswahl)
- Über den Dialog. Eine logische Untersuchung, Berlin, De Gruyter, 1986
- Différence et subjectivité. Anthropologie d'un point de vue relationnel, Paris, Aubier-Montaigne 1982
  - Übersetzung ins Englische durch Andrew Rothwell: Dialogue and Personal Relation, New Haven and London, Yale University Press, 1991
- L'Espace logique de l'interlocution, Paris, Presses Universitaires de France, 1985
- De la signifiance, Centro Internazionale di semiotica di Urbino, 1987
- „Référence et différence. La situation originaire de la signification“, Encyclopédie Philos. Univ. Vol. I : L'univers philosophique, Presses Universitaires de France, 1989, Seiten 492–512.
- Mit Jean-Louis Leutrat: L'Autre visible, Presses de la Sorbonne nouvelle et Méridiens Klincksieck, 1998
- L'Ordre du texte, Bibliopolis, Neapel, 2000
- Écrits anthropologiques. Philosophie de l'esprit et cognition, Paris, L'Harmattan, 2000
- Interroger et catégoriser en théologie fondamentale, Dissertation Theologie, ICP, 2000
- De la textualité. Pour une textologie générale et comparée, Maisonneuve, 2002
- La Croyance, le savoir et la foi. Une refondation érotétique de la métaphysique, Paris, Presses Universitaires de France, coll. „Chaire Gilson“, 2005
- « Philosophie de la religion et théologie fondamentale, en Hommage à Ricœur », Revue d'histoire et de philosophie religieuse, publiée par la faculté de théologie protestante de Strasbourg, Februar bis März, 2006, Seiten 41–65